# HMS Undine (N48)
L'HMS Undine (número de gallardet : N48) era un submarí de classe U i la nau líder de la classe, que de vegades s'anomena conseqüentment classe Undine. El submarí va entrar en servei per la Royal Navy el 1938 fent patrulles de guerra per a protegir el Regne Unit durant la Segona Guerra Mundial. Va ser enfonsat després de ser danyat per dragamines alemanys davant l'illa d'Helgoland el 7 de gener de 1940.

## Construcció i carrera
L'Undine va ser construït per Vickers-Armstrong a les drassanes de Barrow-in-Furness. Era la primera de la fabricació en sèrie de la U-class en aquestes drassanes, les quals veurien salpar desenes de submarins germans de l'Undine. La construcció va començar el 19 de febrer de 1937 i va ser posada en servei el 21 d'agost de 1938 amb el gallardet número N48 sota les ordres del Tinent Comandant (Lt.Cdr.) Alan Spencer Jackson.
A l'inici de la Segona Guerra Mundial, l'Undine era part de la 6a Flotilla Submarina, encarregada amb la defensa costanera del país, especialment al mar del Nord i la costa escocesa. Del 26 al 29 d'agost de 1939 la flotilla es va desplegar a la base de guerra a Dundee i Blyth per complir la missió i iniciar les tasques de patrullatge.

### Enfonsament
L'Undine feia la quarta patrulla de guerra el gener de 1940 al mar del Nord quan el seu sonar va fallar a causa d'una fuita. A les 9.40 del 7 de gener va captar tres senyals, però a causa del sonar erroni van confondre amb arrossegadors el que en veritat eren els dragamines alemanys M-1201, M-1204 i M-1207. L'Undine va atacar sense succès el vaixell líder, però el dragador va contraatacar obligant-lo a submergir-se fins a quinze metres, deixant-lo submergit i sense radar. Després de cinc minuts sense cap més atac ni senyal el submarí va alçar el periscopi, moment en el qual una gran explosió (possiblement una mina marina o una càrrega de profunditat) va danyar greument la nau, i la fa fer explotar.
Havent sofert danys irreparables i sense cap possibilitat de rebre ajuda d'hidroavions per extingir el foc el comandant de la nau va ordenar abandonar-la. La tripulació va realitzar una barrinadura naval amb càrregues explosives mentre abandonava la nau, abans d'entrar a l'aigua i ser finalment rescatats pels dragamines alemanys.
Les restes del submarí són en les següents coordenades: 54° 08′ N, 7° 33′ E / 54.13°N,7.55°E.